# Поліваново (Ферзиковський район)
Поліваново (рос. Поливаново) — присілок в Ферзиковському районі Калузької області Російської Федерації.
Населення становить 49 осіб. Входить до складу муніципального утворення село Кольцово.

## Історія
Від 2004 року входить до складу муніципального утворення село Кольцово

## Населення
| 2002 | 2010 | 2011 |
| ---- | ---- | ---- |
| 44   | ↗46  | ↗49  |